# Evropsko združenje za prevodoslovje
Evropsko združenje za prevodoslovje je bilo ustanovljeno na Dunaju leta 1999 v želji, da spodbudi sodelovanje prevodoslovcev v evropskem prostoru in širše. V letu 2012 v EST-u najdemo raziskovalce iz 43 držav. Združenje deluje kot mreža raziskovalcev in forum za izmenjavo raziskovalnih dognanj, in sicer predvsem prek kongresov, ki so organizirani vsake 3 leta.

## Predsedniki
- Mary Snell-Hornby
- Yves Gambier
- Daniel Gile
- Anthony Pym